# Garfield Plantation
Garfield Plantation es una plantación ubicada en el condado de Aroostook en el estado estadounidense de Maine. En el Censo de 2010 tenía una población de 81 habitantes y una densidad poblacional de 0,81 personas por km².

## Geografía
Garfield Plantation se encuentra ubicada en las coordenadas 46°36′25″N 68°30′32″O / 46.60694, -68.50889. Según la Oficina del Censo de los Estados Unidos, Garfield Plantation tiene una superficie total de 99.89 km², de la cual 99.18 km² corresponden a tierra firme y (0.71%) 0.71 km² es agua.

## Demografía
Según el censo de 2010, había 81 personas residiendo en Garfield Plantation. La densidad de población era de 0,81 hab./km². De los 81 habitantes, Garfield Plantation estaba compuesto por el 98.77% blancos, el 0% eran afroamericanos, el 0% eran amerindios, el 0% eran asiáticos, el 0% eran isleños del Pacífico, el 0% eran de otras razas y el 1.23% pertenecían a dos o más razas. Del total de la población el 0% eran hispanos o latinos de cualquier raza.